# Vilanova d'Ozcos
Vilanova d'Ozcos (Villanueva de Oscos en castellà) és un conceyu de la Comunitat Autònoma del Principat d'Astúries. Limita al nord amb A Veiga i Castropol, al sud amb Samartín d'Ozcos i Santalla d'Ozcos, a l'est amb Eilao i Samartín a l'oest amb Taramundi. És un dels municipis d'Astúries en els quals es parla gallec. Inclou les Parròquies de Xestoso, Martul, San Cristobo i Vilanova.

## Geografia
Situat en la zona sur-occidental de la regió i que es troba emmarcat dintre de la comarca d'Ozcos juntament amb els concejos de Santalla i Samartín. La seva superfície abasta una extensió de 72,70 km² i la seva població actual és de 406 habitants. La seva principal carretera és la comarcal AS-13, que travessa el concejo des del port de la Gola, segueix la llera del riu i va a donar a Samartín. Des del punt de vista geològic, i de la mateixa manera que la resta de la comarca, el sòl del concejo pertany gairebé completament al silurià i al cambrià, amb una abundància de les pissarres, generalment argilenques amb varietats i trànsits a silícea i cloritosa. La presència de calcàrias és molt insignificant, presentant-se una petita porció d'aquestes en la zona de Salgueiras.
La seva geologia i l'erosió exercida sobre el terreny pels agents atmosfèrics i la xarxa fluvial conformen un relleu amb una orientació dominant nord-sud, de majoria de formes suaus, interrompudes pels crestones cuarcíticos. D'aquesta forma podem afirmar que el concejo de Vilanova és el qual posseïx una major altitud mitjana dels tres que componen la zona dels Ozcos, tenint en més de la meitat de la superfície elevacions superiors als 800 metres. Les altures més pronunciades es donen en la seva part septentrional, sent el pic O Filso en la serra de les Bobias, en el límit amb Castropol, el qual presenta una major altitud amb 1.202 metres. Altres pics importants són la Peña Pumarín i La Peña Grallas, localitzades també en el nord encara que una mica més centrat, i el cordal de Mrias que recorre interiorment el concejo de nord a sud. Ja pel seu extrem nord-occidental la serra de l'Ouroso és la qual divideix els territoris de Vilanova i Taramundi. La xarxa hidrogràfica està composta per nombrosos rierols i rierols que banyen tot el concejo i que aboquen les seves aigües a les conques del Navia i de l'Eo.
Dintre de tots aquests accidents anem a destacar a dos: El Vilanova que rep les aigualeixes del Acebeiral, desembocant al Pasaron. I també el rierol de la Bobia, que fluïx les seves aigües en el Soutelo. El seu clima presenta els trets generals de l'oceànic, amb unes precipitacions mitjanes abundants, nul·la presència de aridez en l'època estival i una escassa amplitud tèrmica. En la zona septentrional, concretament en la serra de la Bobia, apareixen fenòmens atmosfèrics destacables, com les boires i les nevades. Quant a la seva vegetació la major part de la superfície del concejo presenta un domini del terreny forestal, on el matoll va guanyant força amb el pas del temps, degut sobretot de l'erosió, els incendis i les tales dels arbres. Tanmateix encara podem observar algunes taques autòctones de roures, castanys i bedolls, barrejades amb prats verds que es troben disseminades per tot el territori.
La capital del concejo correspon a la vila que dona nom al seu torn a tot el municipi. Situada a uns 658 metres d'altitud, la seva vida roman directament lligada a la de l'antic monestir de Santa María, antic centre de poder de tota la zona, i que va perdre tal condició en l'any 1827, en el qual la jurisdicció va passar a ser municipal. Conta un bonic patrimoni etnogràfic amb habitatges perfectament integrats en el paisatge local, on predomina l'ús dels materials trobats en el seu mitjà físic.

## Evolució demogràfica
L'evolució de Vilanova quant a la seva població ha seguit les mateixes lleres que en la resta de la comarca dels Ozcos, podent apreciar-se un continu decreixement en aquestes últimes dècades, en concret des de meitat de la centúria passada. Fins a aquest moment, la població s'havia mantingut més o menys estable, presentant una xifra que oscil·lava entorn de 1200-1300 habitants. Però és a partir d'aquesta data i a causa dels moviments migratoris cap a les zones centrals de la regió, del país i fins i tot d'Europa, quan la tendència es trenca, produint-se un brusc descens en el nombre de persones que origina que avui dia Vilanova present la xifra de 423 habitants, mostrant-nos una de les densitats de població més baixes de tota la regió asturiana. Tot això genera una alteració significativa en les estructures demogràfiques en el concejo, tenint Vilanova un índex d'envelliment superior a les 170 persones majors de 65 anys per cada 100 menors de 15, i no arribant la representació de les persones menors de 20 anys al 18% de la població total. Actualment el municipi es reparteix en quatre parròquies, Santa Eufemia, Xestoso, Martul i San Cristobo, sent la primera d'elles la més poblada de totes.

## Economia
La seva activitat econòmica gira principalment entorn del sector primari, gràcies a l'activitat ramadera, que absorbeix al 74,34% de l'ocupació local. Bàsicament només es treballa amb el bestiar boví, presentant la majoria de les explotacions una orientació clarament dirigida cap a la producció càrnia, com així ho demostra el predomini de la raça Asturiana de les valls. El sector secundari tot just si té representació en el concejo, arribant a generar solament un 6,58% de les ocupacions locals. Únicament es comptabilitzen ocupacions en la branca de l'edificació i la construcció, branca aquesta que presenta un continu apogeu dintre de tota la regió. Igual que Samartín i Santalla, Vilanova va tenir en el seu temps, una important presència de ferreries artesanes, que utilitzaven ferro extret en la zona. Finalment, el sector terciari dels serveis ocupa al 19,08% de la població activa, sent l'activitat comercial la qual presenta un major creixement dintre d'aquest, desenvolupant-se gairebé completament en la capital del concejo, Vilanova. La implantació del turisme rural en tota la comarca dels Ozcos, pot ajudar a reactivar tota la zona, convertint-se el concejo en un dels llocs més visitats, ja que reuneix totes les característiques necessàries per a aquest gaudi.

## Història
La història de Vilanova és semblant a la de les seves concejos veïns de Samartín i Santalla, durant les etapes prehistòriques, l'edat antiga i l'edat mitjana fins a 1137, data en la qual passa a ser vedat d'abadia. Les primeres restes trobats que demostren la presència humana en el concejo pertanyen a l'etapa neolítica, com així ho demostren els camps tumulares descobertsdescobrits en les estribaciones de la serra de Pumarín, destacant d'entre tots ells el de A Chaira das Grallas. Dintre de la cultura castrenya, també Vilanova ens oferix diverses mostres d'aquests singulars assentaments, destacant els localitzats en La Pena del Castro en Morlongo i El Castelo en Vilanova.
L'etapa colonitzadora romana, també es deixa notar en tot el territori, estant adscrit el territori dintre del conventus lucenssis. Diversos so els vestigis oposats d'aquesta època, com els gresols de pedra i cons d'escòries, relacionats amb treballs de fosa. Com és de suposar la presència de minerals com el ferro va ser una de les causes que va atreure als assentaments romans cap a la comarca dels Ozcos. Ja en 1137 la història de Vilanova pren camino diferent a Samartín i Santalla, amb l'establiment d'una orde benedictí en la zona d'As Tremoras gràcies a la donació efectuada al seu favor pel rei Alfons VII de Castella, mitjançant la qual cedia tot el territori del municipi als monjos. Diverses so les donacions realitzades durant aquest segle al monestir per particulars, en la qual es rebien terrens de tota la comarca occidental, com l'efectuada per Honega Ramírez en la qual atorga les seves possessions en Gío i Villar de Piantón, o la de Gutierre Alfonso mitjançant la qual cedeixen hisendes de Nonide, Grandas i El Franco.
El 1162 es produïx l'arribada al monestir dels Cistercienses, reactivant la vida en el monestir gràcies a la labor agropecuària, al que es va unir el treball del ferro en ferrerías artesanes ja pel segle xvii. En 1182 el monarca Ferran II de Lleó concedeix un privilegi al vedat mitjançant el qual tota la jurisdicció passava al monestir, tenint les seves gents que complir els deutes i els deures davant l'abat, sense que es produeixi cap intromissió real. Aquesta exempció seria confirmada pels successius regnats que van dirigir les regnes del territori Espanyol, des d'Alfons IX de Lleó a Felip V d'Espanya. Encara que la major part de la superfície de Vilanova pertanyia al vedat de Santa María, havia una petita porció de terreny exempta dels dominis eclesiàstics, la qual va estar representada en la Junta General del Principat prenent part del partit de Castropol, sent els representants del municipi en 1693 per al repartiment d'alcabales Domingo López Bermúdez i Antonio de Soto.
El poder exercit pels monjos durant segles comença a trencar-se el 1721, data en la qual les gents del concejo expressen el seu descontentament per l'enorme servitud a la qual se'ls sotmetia. Així, en l'any 1792 l'abat, volent conservar la integritat del territori i amansar al poble, accepta reduir algunes taxes i impostos, circumstància que no assoleix parar el descontentament, arribant-se a l'any 1827, data en la qual el monestir deixa de tenir jurisdicció sobre tota la zona, arribant a d'aquesta manera la desitjada condició municipal. Una vegada perdut tot el poder, els monjos van ser expulsats en 1836, a causa de la desamortització de Mendizábal, i tots els béns del monestir van ser posats a la venda.
Els temps actuals discorren entre una situació d'incertesa creada pel continu despoblament de la zona, encara que s'espera que la situació comenci a invertir-se, donades les condicions naturals que ofereix Vilanova para la vida humana